# جي بي إندوستريا وأرتيجياناتو2022
جي بي إندوستريا وأرتيجياناتو2022 (بالإيطالية: Gran Premio Industria e Artigianato 2022)‏ هو سباق دراجات هوائية من فئة سباق يوم واحد، وهو الموسم الرابع والأربعين من جي بي إندوستريا وأرتيجياناتو، وأقيم في 27 مارس 2022 ضمن سباقات سلسلة سباقات الاتحاد الدولي للدراجات للمحترفين 2022، وشارك فيه 122 متسابقاً ووصل إلى نهايته 54 متسابقاً.
فاز بالمركز الأول دييغو يليسي، وبالمركز الثاني Alessandro Fedeli ‏، وبالمركز الثالث شاندرو ميوريس.

## الفرق
| فرق عالمية (4)- Astana Qazaqstan Team - Bora-Hansgrohe - Trek-Segafredo - UAE Team Emirates فرق برو (8)- Alpecin-Fenix - Bardiani-CSF-Faizanè - بنجوال باوليز ساوكس دبليو بي 2022 ‏ - درون هوبر-أندروني جوكاتولي 2022 ‏ - فريق إيولو كوميت لركوب الدراجات 2022 ‏ - كيرن فارما 2022 ‏ - Human Powered Health - Arkéa-Samsic فرق قارية (8)- بلترامي تي إس أيه–مارشيول 2022 ‏ - Biesse–Carrera ‏ - جنرال ستور بوتولي زارديني ‏ - جيوتي فيكتوريا سافيني ديو 2022 ‏ - MG.K vis Colors for Peace ‏ - Team Solution Tech–Vini Fantini ‏ - Q36.5 Continental Team ‏ - Sam–Vitalcare–Dynatek ‏ فريق وطني- فريق إيطاليا لركوب الدراجات للرجال 2022 ‏ |  |
| |  |

## التصنيف العام النهائي
| التصنيف العام         | التصنيف العام       | التصنيف العام | التصنيف العام                            | التصنيف العام |
| العداء                | العداء              | البلد         | الفريق                                   | الوقت         |
| --------------------- | ------------------- | ------------- | ---------------------------------------- | ------------- |
| 1                     | دييغو يليسي         | إيطاليا       | فريق الإمارات                            | 4 س 31 د 10 ث |
| 2                     | Alessandro Fedeli ‏  | إيطاليا       | فريق إيطاليا لركوب الدراجات للرجال 2022 ‏ | + 0 ث         |
| 3                     | شاندرو ميوريس       | بلجيكا        | Alpecin-Fenix                            | + 0 ث         |
| 4                     | Natnael Tesfatsion ‏ | إريتريا       | أندروني جوكاتولي-سيدرمك ‏                 | + 0 ث         |
| 5                     | أندريا فيندرام      | إيطاليا       | فريق إيطاليا لركوب الدراجات للرجال 2022 ‏ | + 0 ث         |
| 6                     | ماكسيم بويه         | فرنسا         | اركيا سامسيك                             | + 0 ث         |
| 7                     | توني قالوبا         | فرنسا         | تريك سيغافريدو                           | + 0 ث         |
| 8                     | Antonio Tiberi ‏     | إيطاليا       | تريك سيغافريدو                           | + 0 ث         |
| 9                     | مارك هيرشي          | سويسرا        | فريق الإمارات                            | + 0 ث         |
| 10                    | Alessandro Verre ‏   | إيطاليا       | اركيا سامسيك                             | + 0 ث         |
| مصدر: ProCyclingStats |                     |               |                                          |               |

## وصلات خارجية
- الموقع الرسمي
- لمحة عن سباق جي بي إندوستريا وأرتيجياناتو2022 على موقع  ProCyclingStats   (برو  سايكلنج  ستاتس) - إحصاءات  محترفي  الدراجات.
- جي بي إندوستريا وأرتيجياناتو2022 على موقع إحصائيات الدراجات الإحترافية (الإنجليزية)